# 奧澤列茨科耶湖 (沙圖拉區)
55°38′35″N 39°53′34″E / 55.64306°N 39.89278°E
奧澤列茨科耶湖（俄语：Озерецкое），是俄羅斯的湖泊，位於該國西部，由莫斯科州負責管轄，處於沙圖拉區，長0.3公里、寬0.25公里，面積0.06平方公里，最大水深4米。